# Centaurus (jornal)
A Centaurus é uma revista acadêmica trimestral revisada por pares que cobre pesquisas sobre a história da matemática, da ciência e da tecnologia. É o jornal oficial da Sociedade Europeia de História da Ciência. A revista foi criada em 1950. O editor atual é John Wiley & Sons. O editor-chefe é Koen Vermeir (Centro Nacional de Pesquisa Científica e Universidade Paris Diderot). 

## Abstração e indexação
A revista é resumida e indexada em:
- Arts and Humanities Citation Index[2]
- Chemical Abstracts Service[3]
- Current Contents/Arts & Humanities[2]
- Current Contents/Social & Behavioral Sciences[2]
- Current Index to Statistics
- EBSCO databases
- Index Medicus/MEDLINE/PubMed (discontinued; only articles related to the history of medicine were indexed)[4]
- Mathematical Reviews/MathSciNet/Current Mathematical Publications
- ProQuest databases
- Répertoire International de Littérature Musicale
- Science Citation Index Expanded[2]
- Scopus[5]
- Social Sciences Citation Index[2]
- Zentralblatt MATH[6] De acordo com o Journal Citation Reports, a revista possui um fator de impacto para 2017 de 0,111.[7]